# صموئيل توماس فون سوميرينغ
صموئيل توماس فون سوميرينغ (بالألمانية: Samuel Thomas von Soemmering) (1755-1830) هوَ طبيب ومُخترع وَعالم أحياء قديمة وَعالم بَشَريات وَعالم تشريح ألماني، اكتشفَ البقعة الشبكية في شبكية عين الإنسان، وله عدد من الإنجازات والاكتشافات التي تخص الدماغ وَالجهاز العصبي وَجهاز الإحساس وَالجنين والتشوهات التي من المُمكن أن تُصيبه، وله اكتشافات تخص هيكلية الرئتين، وهذه الأمور جعلته من أهم عُلماء التشريح الألمان.
وُلدَ صموئيل في بروسيا الملكية في 28 يناير 1755 وتُوفيَ في مدينة فرانكفورت الحرة في 2 مارس 1830، وكان عُمره آنذاك حوالي 75 سنة.